# Conophytum globosum
Conophytum globosum là một loài thực vật có hoa trong họ Phiên hạnh. Loài này được (N.E.Br.) N.E.Br. mô tả khoa học đầu tiên năm 1922.